# Zaozhuang
Zaozhuang (枣庄 ; pinyin : Zǎozhuāng) est une ville du sud de la province du Shandong en Chine.

## Subdivisions administratives
La ville-préfecture de Zaozhuang exerce sa juridiction sur six subdivisions - cinq districts et une ville-district :
- le district de Shizhong - 市中区 Shìzhōng Qū[2] ;
- le district de Shanting - 山亭区 Shāntíng Qū ;
- le district de Yicheng - 峄城区 Yìchéng Qū ;
- le district de Tai'erzhuang - 台儿庄区 Tái'érzhuāng Qū ;
- le district de Xuecheng - 薛城区 Xuēchéng Qū ;
- la ville de Tengzhou - 滕州市 Téngzhōu Shì.

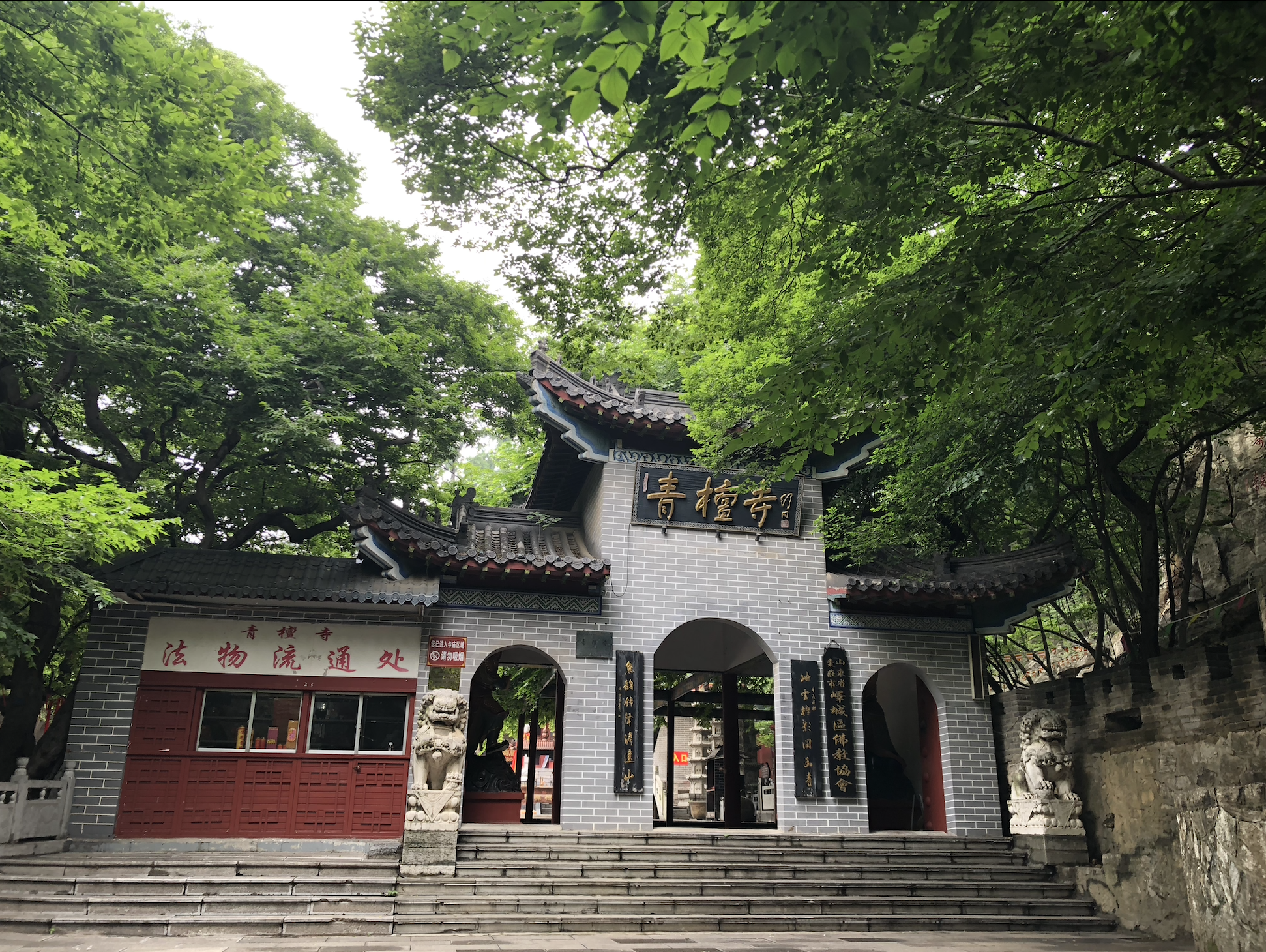
La porte principale du temple Qingtan dans le district de Yicheng, Zaozhuang